# Ignatius Ganago
Ignatius Ganago, né le 16 février 1999 à Douala au Cameroun, est un footballeur international camerounais qui joue au poste d'attaquant au Revolution de la Nouvelle-Angleterre, en prêt du FC Nantes.

## Carrière professionnelle

### Début en professionnel à l'OGC Nice (2017-2020)
Ganago fait ses débuts professionnels pour l'OGC Nice lors d'une large victoire 4-0 en Ligue 1 contre Monaco le 9 septembre 2017. Il remplace Mario Balotelli à la 74e minute de la rencontre, au cours de laquelle il marque son premier but pour le club, but qui lui permet de devenir le plus jeune buteur de la Ligue 1 2017-2018.

### RC Lens (2020-2022)
Le 10 juillet 2020, Ignatius Ganago signe au RC Lens, en provenance de l'OGC Nice, moyennant 6 millions d'euros, ce qui fait de lui la recrue la plus chère de l'histoire du RC Lens. Avant d'être dépassé par le transfert record de Seko Fofana.
Ganago joue son premier match sous ses nouvelles couleurs le 23 août 2020, lors de la première journée de Ligue 1 opposant Lens à son ancien club. Il inscrit son premier but, et offre ainsi la victoire aux siens, lors de la deuxième journée du championnat face au Paris Saint-Germain.
Il marque son deuxième but lors de la troisième journée contre Lorient (victoire de Lens 3-2), son troisième but la journée suivante lors de la victoire contre Bordeaux 2-1, et son quatrième but en cinq matchs contre Nîmes la journée suivante. Le 3 octobre, il se blesse lors de la victoire 2-0 contre Saint-Étienne. 
Le 21 mai 2022, lors de la dernière journée de championnat contre l'AS Monaco, il égalise à la 96ème minute et prive ainsi les Monégasques de la 2ème place, au profit de l'OM.

### FC Nantes (depuis 2022)
Le 1er septembre 2022, l'attaquant camerounais vient renforcer l'attaque nantaise en signant un contrat de quatre ans. L'attaquant de vingt-trois ans y retrouve son coéquipier avec la sélection camerounaise, Jean-Charles Castelletto.
Lors de la saison 2022-2023, il est décisif lors de la 5ème journée d'Europa League et marque un but à la dernière minute contre le club de Qarabag FK, ce qui participera à la qualification du club pour les barrages des phases finales. 
Lors de la dernière journée de Ligue 1 de la saison 2022-2023, il inscrit le seul but de la rencontre face à Angers sur une passe de Ludovic Blas. La victoire était nécessaire pour éviter au club une descente en Ligue 2.
Il subit une rupture d'un ligament croisé du genou gauche lors de la treizième journée du championnat 2023-2024, ce qui met fin à sa saison.

### Revolution de la Nouvelle-Angleterre
En manque de temps de jeu depuis le début de la saison 2024-2025 en raison de sa blessure, il est prêté jusqu'à la fin de la saison au club américain du Revolution de la Nouvelle-Angleterre. Ce prêt court jusqu'au 20 juillet 2025, avec une option de prolongation jusqu'au 31 décembre 2025. 

## Vie privée
En février 2023, sa fille âgée de cinq ans, meurt des suites d'une maladie. Le hasard du calendrier faisant que le RC Lens, son ancien club, et le FC Nantes, son club actuel, se rencontrant quelques jours après, les deux équipes décident de porter un maillot hommage avec le prénom de sa fille, Chloé, et les blasons en noir. En plus de la mise aux enchères pour Médecins Sans Frontières des maillots portés lors du match, les supporters déploieront de nombreuses banderoles et effectueront une minute d'applaudissement à la 5e minute de jeu, âge auquel Chloé Ganago est décédée.

## Palmarès
- FC Nantes
  - Finaliste de la Coupe de France en 2023
- RC Lens
  - Vice-champion du championnat de France en 2023

## Statistiques
| Saison                | Club                          | Championnat           | Championnat | Championnat | Coupe nationale | Coupe nationale | Coupe de la Ligue | Coupe de la Ligue | Compétition(s) continentale(s) | Compétition(s) continentale(s) | Compétition(s) continentale(s) | Cameroun | Cameroun | Total | Total |
| Saison                | Club                          | Division              | M.          | B.          | M.              | B.              | M.                | B.                | Comp.                          | M.                             | B.                             | M.       | B.       | M.    | B.    |
| 2017-2018             | OGC Nice                      | Ligue 1               | 6           | 1           | 1               | 0               | 1                 | 0                 | C1+C3                          | 1+2                            | 0                              | 0        | 0        | 11    | 1     |
| 2018-2019             | OGC Nice                      | Ligue 1               | 20          | 2           | 1               | 0               | 1                 | 0                 | -                              | -                              | -                              | -        | -        | 22    | 2     |
| 2019-2020             | OGC Nice                      | Ligue 1               | 26          | 3           | 2               | 1               | 1                 | 0                 | -                              | -                              | -                              | 3        | 0        | 32    | 4     |
| Sous-total            | Sous-total                    | Sous-total            | 52          | 6           | 4               | 1               | 3                 | 0                 | -                              | 3                              | 0                              | 3        | 0        | 65    | 7     |
| 2020-2021             | RC Lens                       | Ligue 1               | 24          | 7           | 0               | 0               | -                 | -                 | -                              | -                              | -                              | 2        | 0        | 26    | 7     |
| 2021-2022             | RC Lens                       | Ligue 1               | 28          | 5           | 1               | 1               | -                 | -                 | -                              | -                              | -                              | 6        | 0        | 35    | 6     |
| 2022-2023             | RC Lens                       | Ligue 1               | 3           | 0           | 0               | 0               | -                 | -                 | -                              | -                              | -                              | 0        | 0        | 3     | 0     |
| Sous-total            | Sous-total                    | Sous-total            | 55          | 12          | 1               | 1               | -                 | -                 | -                              | -                              | -                              | 8        | 0        | 64    | 13    |
| 2022-2023             | FC Nantes                     | Ligue 1               | 28          | 5           | 5               | 0               | -                 | -                 | C3                             | 7                              | 1                              | 3        | 0        | 43    | 6     |
| 2023-2024             | FC Nantes                     | Ligue 1               | 6           | 0           | -               | -               | -                 | -                 | -                              | -                              | -                              | -        | -        | 6     | 0     |
| 2024-2025             | FC Nantes                     | Ligue 1               | 11          | 0           | 1               | 0               | -                 | -                 | -                              | -                              | -                              | -        | -        | 12    | 0     |
| Sous-total            | Sous-total                    | Sous-total            | 44          | 5           | 6               | 0               | -                 | -                 | -                              | 7                              | 1                              | 3        | 0        | 60    | 6     |
| 2025                  | New England Revolution (prêt) | MLS                   | 4           | 0           | -               | -               | -                 | -                 | -                              | -                              | -                              | 1        | 0        | 5     | 0     |
| Total sur la carrière | Total sur la carrière         | Total sur la carrière | 155         | 23          | 11              | 2               | 3                 | 0                 | -                              | 10                             | 1                              | 15       | 0        | 194   | 26    |